# Lucha Reyes (Sängerin, 1906)
Lucha Reyes (geboren am 23. Mai 1906 in Guadalajara im mexikanischen Bundesstaat Jalisco als María de Luz Flores Aceves; gestorben am 25. Juni 1944 in Mexiko-Stadt) war eine mexikanische Ranchera-Sängerin und Schauspielerin. Auf dem Höhepunkt ihrer Karriere von Mitte der 1930er Jahre bis zu ihrem Tod galt sie als eine der beliebtesten Entertainerinnen Mexikos. Bekannt wurde sie unter anderem durch ihren Auftritt in dem Film ¡Ay, Jalisco, No Te Rajes! (1941) sowie das mit autobiografischen Akzenten versehene Stück La Tequilera.

## Biografie

### Kindheit und Jugend
Die spätere Ranchera- und Mariachi-Sängerin kam 1906 in Guadalajara zur Welt. Bereits zu Beginn des 20. Jahrhunderts war die im Bundesstaat Jalisco gelegene Stadt eines der urbanen Zentren Mexikos; der Bundesstaat gilt darüber hinaus als Wiege der Mariachi-Musik. Herkunft, Position und genaue Tätigkeiten ihrer Mutter Victoria Aceves sind unklar; eigenen Angaben zufolge hatte sie zu Beginn der Mexikanischen Revolution 1910 als Soldadera gedient. Wer ihr leiblicher Vater war, ist ebenfalls unklar. Möglich sind Miguel Angel Flores Muñoz, ein revolutionärer General, der später Gouverneur des Bundesstaats Sinaloa wurde, oder aber Florencio Reyes – ein wohlhabender Landbesitzer, der sechs Monate nach Lucha Reyes’ Geburt starb. Reyes’ Mutter hatte in einem Interview 1954 Letzteren genannt und diese Angabe mit der Information ergänzt, sie und ihr Mann stammten ursprünglich aus dem Bundesstaat San Luis Potosí.
Zusammen mit ihrem neuen Mann, Luca Reyes’ Stiefvater sowie dem Rest der Familie zog Victoria Aceves-Orozco 1913 – oder anderen Angaben zufolge 1916 – nach Mexiko-Stadt um. Die Familie nahm Quartier bei einer Tante und deren Mann; Wohnsitz war das im Zentrum gelegene Altstadtviertel Tepito. Lucha Reyes verlegte sich bereits während ihrer Kindheit auf das Singen – ungeachtet eines (möglicherweise durch Typhus verursachten) Stimmbruch-Vorfalls in ihrer frühen Kindheit, in dessen Folge sie ein Jahr lang ihre Stimme verloren hatte. In der Schule hatte sie Probleme. Mehrere Lehrer rieten ihrer Mutter, sie vom Unterricht zurückzuziehen und ihr ausgleichshalber das Studium von Gesang und Tanz zu ermöglichen. Um für den Lebensunterhalt der Familie mit aufzukommen, arbeitete sie tagsüber in einer Kartonfabrik, ihr Bruder als Chauffeur. In ihrer freien Zeit schloss sie sich dem örtlichen Kirchenchor Iglesia del Carmen an, nahm Gesangsunterricht und trug auf lokalen Veranstaltungen Zarzuelas vor – von der leichten Oper abgeleitete und in der Regel in Revuevorführungen eingebettete Stücke, die damals sehr populär waren.
Im Zug dieser Auftritte schloss sich Lucha Reyes um 1920 einem Wanderzirkus auf der nahegelegenen Plaza San Sebastian an. Dort freundete sie sich mit der bekannten spanischen Sängerin und Schauspielerin Nancy Torres an. Rasch wurde Torres zur besten Freundin und Unterstützerin gleichermaßen. Die mexikanische Populärmusik befand sich nach dem Ende der Revolution in einer Umbruchphase. Die auf dem Belcanto-Vortragsstil basierenden und auf die europäische Kultur hin ausgerichteten Genres aus der Zeit der Díaz-Diktatur konkurrierten nunmehr mit nationalistischen Themen sowie stärker volkstümlichen Vortragsarten und Inhalten. 1921, im Alter von fünfzehn Jahren, nahm Lucha Reyes an einem örtlichen Wettbewerb teil. Rasch folgten unterschiedliche Auftritte als Sopranistin, in deren Zug sie Hauptrollen in klassischen Werken wie Carmen, Madama Butterfly und Pagliacci übernahm.

### Aufstieg und Konsolidierung als Sängerin: die 1920er
Um ihre zunächst noch im Bereich Oper gedachte Karriere zu forcieren, reisten Lucha Reyes und Nancy Torres 1921 nach Los Angeles. Als Mit-Grund für diesen Entschluss vermuten Biografen, dass Reyes sich auf diese Weise auch ihrer dominierenden Mutter ein Stück weit entziehen wollte. In Los Angeles wurde Reyes von dem spanischen Bühnen- und Filmschauspieler Romualdo Tirado Pozo unter Vertrag genommen – als Bestandteil einer Show, die eine Tournee durch die USA absolvieren sollte. Musikalisch offerierten Reyes’ Auftritte während dieser Zeit einen bunten Mix aus Oper und volkstümlichen Zarzuelas. Während ihrer Zeit in Los Angeles lernte sie den Journalisten und Dramatiker Gabriel Navarro kennen und heiratete ihn. Navarro inszenierte zu jener Zeit Revuen, schrieb Drehbücher sowie Artikel für die spanischsprachige Zeitung La Opinión. Die Ehe zwischen Reyes und Navarro endete 1924. Gründe für die Trennung waren häusliche Gewalt, eine (möglicherweise darauf zurückzuführende) Fehlgeburt sowie Navarros Eifersucht auf Nancy Torres, der er eine amouröse Beziehung zu seiner Frau unterstellte.
1924 kehrte Lucha Reyes nach Mexiko-Stadt zurück und setzte dort ihre Auftritte als populäre Sängerin und Revue-Aktrice fort. 1925 hatte sie ein Engagement in der französischen Burlesque-Show El Bataclan à Paris, die zu der Zeit eine Mexiko-Tournee absolvierte. Ihr mutmaßliches Pseudonym dort war Lucianee Duvacell. Zug um Zug begann sie, auch Ranchera-Stücke in ihr Programm mit aufzunehmen. Die Ranchera-Musik – dargeboten entweder mit Akustikgitarre-Begleitung oder in Kombination mit einer der ebenfalls immer populärer werdenden Mariachi-Kapellen – avancierte zu jener Zeit zu einem der dominierenden Musikstile Mexikos. Vom Genre her grob mit der US-amerikanischen Country-Musik vergleichbar, idealisierte die Ranchera-Musik das ländliche Leben sowie die Tugenden des Charros, des (männlichen) Cowboys oder Landbesitzers.
Trotz einiger Erfolge war Lucha Reyes’ Karriere Mitte der 1920er-Jahre von unterschiedlichen Rückschlägen gekennzeichnet. Ihr Engagement in einem Gesangstrio mit den beiden Schwestern Bianca und Ofelia Ascensio endete mit ihrem Rauswurf. In der Hoffnung, doch noch eine Karriere als Opernsängerin beginnen zu können, nahm sie 1927 an einer Europatournee teil. Die unter dem Gruppennamen Cuarteto Anahuac unter der Leitung von Juan Nepomuceno Torreblanca vom Orquesta Típica Mexicana gestartete Tour endete nach der Ankunft in Berlin allerdings in einem Desaster; Torreblanca verließ seine Truppe und kehrte nach Mexiko zurück. Die gestrandeten Musiker arbeiteten in Bierhallen und Gaststätten, um sich das Geld für die Heimreise zu verdienen. Lucha Reyes hatte Glück im Unglück. Vor dem vorzeitigen Ende der Tournee konnte sie mit Torreblanca in Berlin Aufnahmen für das deutsche Tonträgerunternehmen Polydor einspielen. Während ihrer Rückreise nach Mexiko verlor sie durch Halsentzündungen und Atemproblemem indes erneut ihre Stimme, das heißt eine Oktave.
Nach ihrer Rückkehr nach Mexiko verschwanden zwar die Stimmprobleme, für Einsätze als Sopran- oder Opernsängerin war die Stimme allerdings nicht mehr geeignet. Um ihre Karriere als Sängerin fortzusetzen, blieb Lucha Reyes keine andere Wahl, als sich dem volkstümlichen Stil der Mariachi-Musik zuzuwenden. In der Folge verlegte sie sich auf die Interpretation von Ranchera-Stücken – eine musikalische Richtung, die im nachrevolutionären Mexiko eine deutliche Aufwertung erfahren hatte als Sinnbild für eine neue, egalitäre Nationalkultur. Ihr Erfolg als Ranchera-Interpretin kam langsam, aber in stetig fortschreitenden Etappen. Lucha Reyes entwickelte sich zum Liebling der mexikanischen Kulturelite und pflegte unter anderem Kontakte zu Diego Rivera, Frida Kahlo, dem Filmschauspieler Emilio Fernández und anderen. Als Sängerin war sie zwischenzeitlich auch nördlich der mexikanischen Grenze gefragt. In Los Angeles absolvierte sie Auftritte in führenden Latino-Etablissements wie dem La Golondrina Café sowie dem Café Caliente und schloss dabei Bekanntschaft mit Hollywood-Stars wie Humphrey Bogart, Rita Hayworth sowie Orson Welles.

### Karriere-Höhepunkt: 1930er Jahre bis 1944

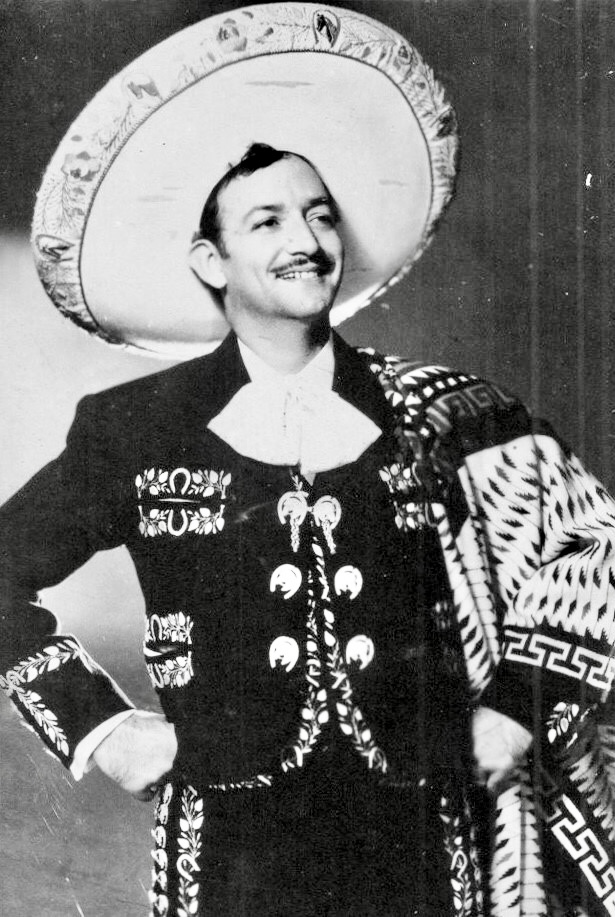
Reyes’ Filmpartner Jorge Negrete (1940er)

Der Durchbruch als landesweit bekannte Ranchera-Sängerin gelang ihr durch zwei glückliche Fügungen. Erstens: die Zusammenarbeit mit dem Trio Mexico Lindo, mit dem es zu Aufnahmen für das US-amerikanische Label RCA Victor kam. Im Zug der damit einhergehenden Kontinuität eignete sich Reyes eine diszipliniertere Arbeitsweise an. Zweite Wegmarke war ein Dauerengagement bei dem in Mexiko-Stadt ansässigen Radiosender XEW, der ihr 1930 regelmäßige Soloauftritte anbot. Der Sender, der sich der Förderung der volkstümlichen Kultur Mexikos verpflichtet fühlte, sorgte in dieser Auftrittsserie für erstklassige Begleitensembles – darunter die Formationen Mariachi Tapatío de José Marmolejo und Mariachi Vargas de Tecalitlán. Im gleichen Jahr absolvierte Reyes im Million Dollar Theatre in der Innenstadt von Los Angeles eine Serie von Shows, die mit Begeisterung aufgenommen wurden und ihren Aufstieg zum internationalen Star bestätigten.
1934 heiratete Lucha Reyes den Talentsucher und Theaterpromoter Felix Martin Cervantes. Der mexikanischen Tageszeitung Excelsior zufolge war der zweite Ehemann die „Liebe ihres Lebens“. Ebenfalls 1934 absolvierte sie einen Auftritt anlässlich der Amtseinführungszeremonien für den neuen mexikanischen Präsidenten Lázaro Cárdenas. Unterstützt von der Formation Mariachi Vargas, sang sie dabei Cárdenas Lieblingslied Juan Colorado. Ab 1935 folgten Auftritte in einer Reihe von Filmen – darunter Con los Dorados de Villa (1939), El Herradero (1943) und in ihrer wohl bekanntesten Rolle als singende Nebendarstellerin in dem Film ¡Ay, Jalisco, No Te Rajes! mit Jorge Negrete (1941).
Die Zeit Ende der 1930er Jahre bis zu ihrem Tod 1944 gilt allgemein als Karriere- und Bekanntheitshöhepunkt von Lucha Reyes als mexikanischer Gesangs- und Filmstar. 1939 erschien ihr posthum wohl bekanntestes Stück La Tequilera – eine Art Selbstzuschreibung, die durch ihren Auftritt in dem Film Con los Dorados de Villa verstärkt wurde. Ihre Ehe mit Felix Martin Cervantes endete 1941 mit Scheidung wegen Untreue ihres Mannes. Reyes’ Biograf Garcia-Orozco charakterisiert diesen Einschnitt als das Ereignis, nach dem Reyes’ Neigung zum Alkoholkonsum deutlich zunahm und es mit ihr persönlich stetig bergab ging. Ungeachtet dessen ging sie nach der Trennung von Cervantes eine dritte Ehe ein, diesmal mit dem Piloten Antonio Vega Medina.
Am 25. Juni 1944 starb Lucha Reyes im Alter von 38 Jahren durch Suizid, vollzogen mit dem Barbiturat Nembutal in Kombination mit zusätzlich konsumiertem Tequila. Ob eine Karriereflaute, private Probleme oder eine schon länger bestehende Lebensmüdigkeit die Ursache war, bleibt Spekulation. An ihrer Beisetzung im Panteón Civil de Dolores nahmen Tausende von Fans teil – darunter auch der berühmte Schauspieler Jorge Negrete und der Komiker Mario Moreno.

### Nach ihrem Tod
Im Jahr 1994 kam das Biopic La Reina de la Noche auf den Markt. Der von Arturo Ripstein gedrehte Film thematisiert Reyes’ Leben in eher freier Form und gilt in mehrerlei Hinsicht als umstritten, sowohl hinsichtlich der Darstellung von Fakten als auch, was die Charakterzeichnung der Hauptfigur anbelangt. Auf dem Mariachi Plaza in Boyle Heights, einem Stadtviertel im östlichen Zentrum von Los Angeles, wurde zu Ehren von Lucha Reyes 2009 eine Gedenkstatue aufgestellt. In romanhafter Form behandelt das 2012 erschienene Buch Me llaman la Tequilera von Alma Velasco ihr Leben.

## Bedeutung, Stil und Œuvre

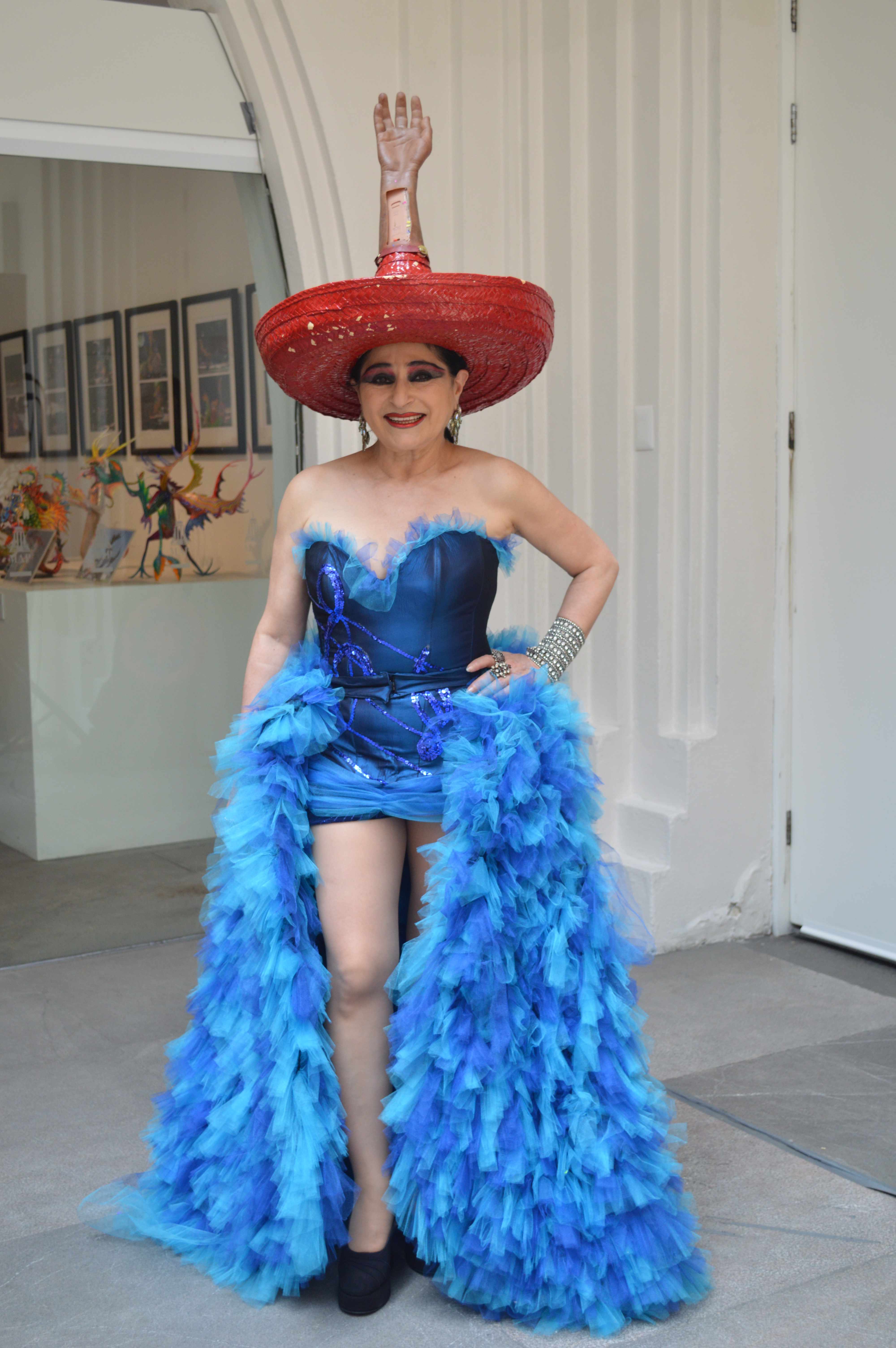
Coverte mehrere Lieder von Lucha Reyes: Astrid Hadad

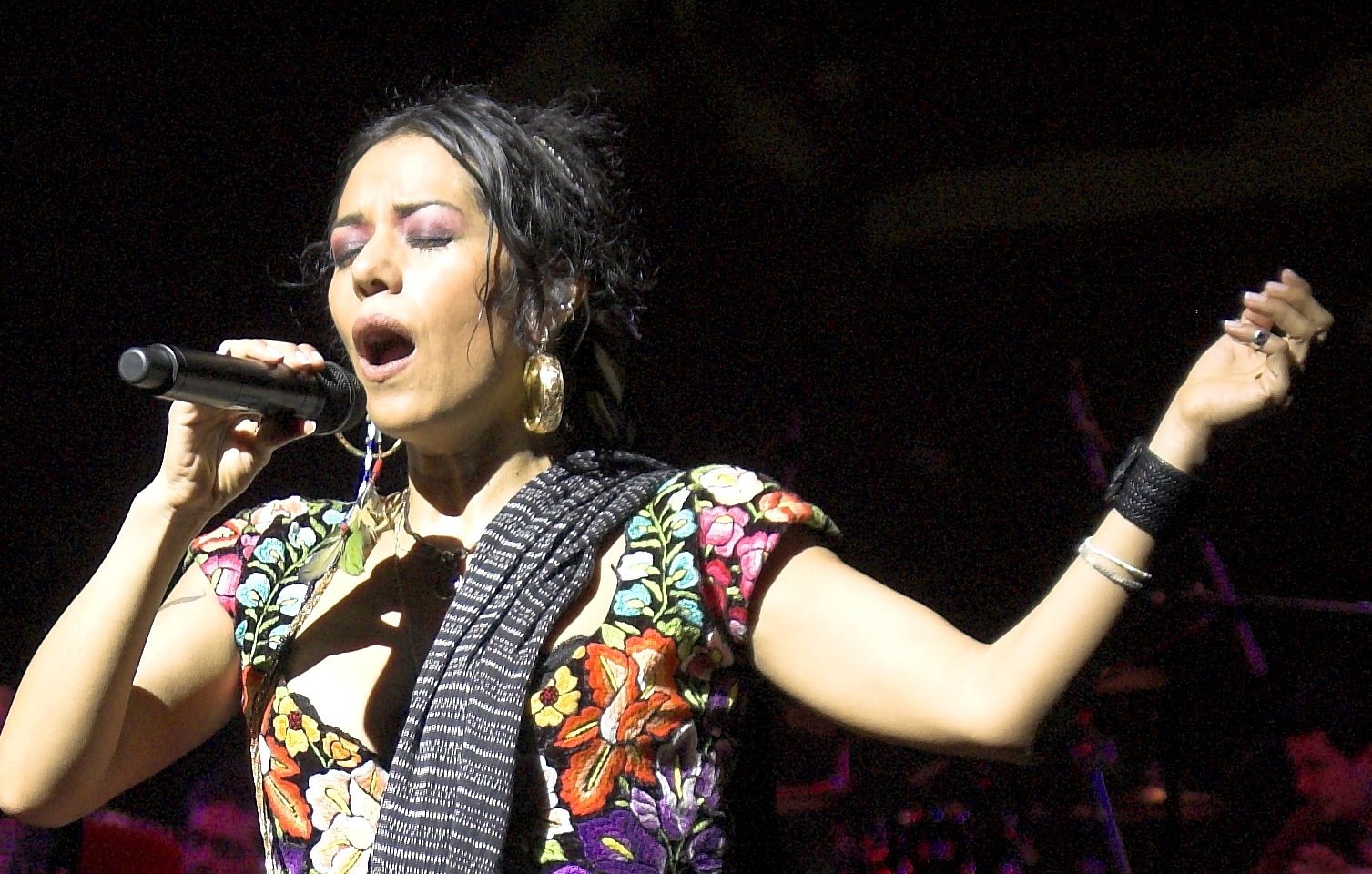
Coverte „La Tequilera“ ebenfalls: Lila Downs

Viele biografische Details zu Lucha Reyes – vor allem aus ihrer Kindheit und Jugend – sind entweder unklar oder umstritten. Unklar beziehungsweise umstritten ist sowohl der (leibliche) Vater als auch Rolle sowie gesellschaftliche Position ihrer Mutter. Auch zu ihrer späteren Biografie tauchen teils widersprüchliche, teils gefärbte Zuordnungen auf – etwa bezüglich der ihr zugeschriebenen sexuellen Abenteuerlust oder was tatsächliche oder mutmaßliche Beziehungen mit Frauen anbelangt. Ähnliches gilt für den Grad an Kontrollverlust durch ihre Neigung zum Alkohol.
Ungenaue oder widersprüchliche Angaben existieren darüber hinaus zu der Frage, ab wann genau die mit einer Reihe von Künstlernamen experimentierende Sängerin sich auf das Pseudonym Lucha Reyes festlegte. Welches Pseudonym sie wann und zu welcher Gelegenheit verwendete, ist im Nachhinein schwer zu rekonstruieren. Nach ihrer Rückkehr nach Mexiko Ende der 1920er Jahre trat sie unter anderem unter den Namen Lucía, Luz, Luz Flores, Luz María, María Luz Reyes sowie Elvira Luz Reyes auf. Selbst die 1935 – also in einem späteren Karriereabschnitt – aufgenommenen Lieder El Petate und El Corrido Villista aus dem Film El Tesoro de Pancho Villa führen auf dem Etikett den Namen Luz auf, nicht Lucha Reyes.
Fast ebenso vielfältig waren die Attribute, mit denen sie im Verlauf ihrer Karriere klassifiziert wurde. Sie reichen von „Königin der Mariachi-Musik“ bis hin zu spezialisierteren Zusatzbezeichnungen wie etwa „La Reina del estilo Bravío“. Letztere bezeichnete eine kraftvoll intonierende, mit einer trotzigen Haltung kombinierte Gesangsform. Die Bezeichnung charakterisierte darüber hinaus Reyes’ Pionierrolle als Frau im speziellen Segment des Ranchera-Lieds. Als Musikform, die zwar schon länger existierte, allerdings erst im Zug der Revolution stärker in den Vordergrund rückte, war sie die Domäne eines männerdominierten Lebensstils. Lucha Reyes, so eine feministische Blickwarte auf die Sängerin, machte sich die machistischen Formen dieses Musikgenres zunutze und kehrte sie selbstbewusst nach außen.
Der Musikethnologe Joseph Raúl Hellmer vertrat die Ansicht, dass diese selbstbewusste Haltung letztlich nur deswegen möglich gewesen sei, weil die damit einhergehenden Gesten Teil ihrer Persönlichkeit waren und so direkt von ihren Gefühlen ausgingen. Antonia Garcia-Orozco, Associate Professor an der California State University in Long Beach, schrieb über sie: „Vor dem Bravío-Stil von Reyes dachten Traditionalisten, dass Frauen nur privat, beim Zusammensein mit Familie oder Freunden, in der Kirche oder während ihrer täglichen Arbeit singen sollten. Nach Reyes war es für Frauen akzeptabler, Corridos oder Ranchera-Lieder privat oder in der Öffentlichkeit zu singen, ohne gesellschaftlich stigmatisiert zu werden.“ Die Verfasser der Studie Queening/Queering Mexicanitad – Lucha Reyes and the Canción Ranchera zogen folgende Bilanz: „Reyes’ Musik erreichte sowohl das ländliche als auch das städtische Publikum in ganz Mexiko und vermittelte den Zuhörern ein Gefühl nationaler Gemeinschaft und emotionaler Intimität.“
Lucha Reyes Œuvre rückte nach ihrem Tod zwar ein Stück weit in den Hintergrund, seit den 1990er Jahren erfolgte jedoch eine zunehmende Beschäftigung mit Reyes als Person und mit ihrer Musik. Ihre wohl bekannteste, in Form eines Liedes hinterlassene Selbstcharakterisierung (La Tequilera) wurde als Cover-Interpretation von einer Reihe jüngerer Sängerinnen aufgegriffen, unter anderem von Astrid Hadad, Lila Downs und Jenny Rivera. Ähnliches gilt für weitere Stücke wie zum Beispiel El Panchito, das bekannte Filmlied ¡Ay Jalisco no te rajes! oder Yo me muero donde quiera (deutsch: Ich kann überall sterben), ein Stück, das ähnlich wie der bekannte Revolutions-Corrido La Adelita den Patriotismus der Frauen während der mexikanischen Revolution preist und unter anderem von Lola Beltrán sowie Astrid Hadad neuinterpretiert wurde. Ob Lucha Reyes (neben dem Ranchera-Genre) auch der musikalischen Gattung des Corrido mit zuzuordnen ist, ist strittig. Einerseits seien einige ihrer Stücke wie zum Beispiel El Corrido de Chihuahua oder Corrido de Sonora als Corridos ausgewiesen. Ihre mehr auf plakative Aussagen als auf das Corrido-typische Geschichten-Erzählen ausgerichteten Stücke würden sie allerdings – so die Einordnung von Marie Sarita Gaytán und Sergio de la Mora in ihrer Studie über die Sängerin und ihr Genre – eher als klassische Ranchera-Lieder ausweisen.
Einen indirekten Vergleich stellte der spanische Regisseur Pedro Almodóvar an. Almodóvar äußerte sich dahingehend, von allen Nachfolgerinnen Lucha Reyes’ sei ihr Chavela Vargas am nächsten gekommen, während Lola Beltrán, Lucha Villa und andere jüngere Ranchera-Interpretinnen sich maximal weit weg von deren Vermächtnis bewegt hätten.

## Diskografie
Die großteils noch in der Schellack-Ära eingespielten Tonträger-Veröffentlichungen von Lucha Reyes sind heute nur in Form neu zusammengestellter Kompilationen zugänglich. Als in CD-Form erhältlich listet das Musikportal Discogs lediglich die Veröffentlichung 15 Exitos de Lucha Reyes aus dem Jahr 1994. Die restlichen der in der Liste aufgeführten Alben sind laut Discogs nur in Vinyl-Form erhältlich.
- La Inmortal (1953; RCA Victor)
- Lucha Reyes (1954; RCA Victor)
- Canciones Mexicanas En La Voz Inolvidables De Lucha Reyes (1958; RCA)
- Lucha Reyes Con El Mariachi Vargas De Tecalitlan: La Voz Folklórica... De Siempre (19739; RCA Victor)
- 15 Exitos de Lucha Reyes (1994; BMG)
- Las Grabanciones Ineditas De (Archivo Historico Testimonial)

## Film und Literatur
- La Reina de la Noche. Biopic. Regie: Arturo Ripstein. Mit Patricia Reyes Spíndola (als Lucha Reyes) und anderen. Mexiko 1994 (spanisch)
- Alma Velasco: Me llaman la Tequilera. Roman. Summa Publishing, Birmingham, USA 2012, ISBN 978-6-07-111843-1 (spanisch)